# Iglesia de Santa Eulalia (Benia)
La Iglesia de Santa Eulalia de Benia de Onís se levanta en el margen izquierda del río Güeña, en la amplia vega que forma éste al atravesar la capital del concejo de Onís, Benia (Asturias). Se accede desde la carretera general y de calles que la comunican con el resto del pueblo. 

## Historia
La referencia documental más antigua a esta iglesia se encuentra en el Testamentum regis Ordoni, del 857, considerado como falso por la generalidad crítica diplomática; y en la nómina de las iglesias del obispado de Oviedo vuelve a citarse la de «Santa Olalla de Onís». Se trata de un templo de considerables dimensiones que, a pesar de haber sufrido grandes reformas, conserva interesantes elementos de su fábrica medieval.

## Arquitectura
Consta de una nave interrumpida por un crucero, cubierto a mayor altura, al que se abren dos capillas laterales de las cuales, la del norte se delimita exteriormente por dos contrafuertes de sillar. La cabecera, cuadrada, destaca en alzado sobre los dos cuerpos que la flanquean, alineados en planta con el testero.

### Exterior
El exterior muestra una suma de volúmenes escalonados que revelan la distribución en planta. Tiene un corredor porticado en forma de U que protege los muros norte, sur y oeste, interrumpido a la altura de la portada occidental por dos esbeltos arcos apuntados con dovelas de piedra vista dispuestas transversalmente. Está cubierto este templo a una agua con armadura de madera y se abre al norte y oeste en una arquería ojival encalada de factura moderna, que se sustituye en el flanco sur por un sencillo murete cerrado con una reja. Recorren este muro dos contrafuertes y, en el extremo del pórtico, una puerta con arco de medio punto de potentes sillares comunica con la capilla sur. Muy próximo a este lado del templo se encuentra el recinto del cementerio, en el que se conserva una lápida del siglo XVII, cuya ubicación primitiva estaría, seguramente, en el interior de la iglesia. 
En 1897, gracias a una donación, se erigió la gran torre campanario, de sección cuadrada y tres pisos, abierta con una puerta ojival en su parte inferior para dar acceso a la portada occidental, que se remata en un arco escarzano. Los canecillos conservados en los aleros de la nave remiten al origen tardorrománico.

#### Portada norte
El elemento más interesante del exterior es su magnífica portada norte, gótica y posiblemente del siglo XIV. Ésta, enmarcada por paramento de sillar y algo en resalte con respecto al muro de la nave, presenta una estructura abocinada, conseguida mediante la multiplicación de arquivoltas ligeramente apuntadas, cobijadas por un guardapolvo que descansa en mensulillas facetadas. Las arquivoltas apean en tres columnas de fuste liso a cada lado, dispuestas entre codillos, cuyas basas presentan una estructura tronco piramidal, excepto las dos interiores que son de tipo toscano.
La única decoración de la portada se concentra en los capiteles corridos de sección poligonal, que muestran un friso de hojas de parra en relieve. Estos presentan restos de policromía rojiza que testimonian la existencia de decoración pictórica en esta zona del templo. Cabe destacar la magnífica puerta de madera que cierra esta entrada principal, cuyos cuarterones se decoran con tallas que, por su estilo y repertorio, permiten datarla en época barroca.

### Interior
El interior de la iglesia mantiene las proporciones y estructuras góticas, si bien se aprecian las reformas llevadas a cabo en etapas posteriores.
La nave se divide en tres tramos cubiertos con bóveda de cañón encalada y delimitados por potentes pilastras adosadas a los muros, de cuyos capiteles prismáticos arrancan arcos fajones apuntados. En el tramo occidental, se ubica la tribuna de madera tallada. Los muros de la nave, recorridos por una línea de imposta horizontal, se articulan mediante tres arcos ciegos de medio punto, que descansan en pilastras complejas.
Esta parte del templo fue modificada a principios de siglo XVIII, sustituyéndose la primitiva bóveda gótica por la actual, cuyos dos arcos fajones más occidentales muestran una especie de dovelas planas, a diferencia del arco que da paso al crucero, cuya luz da la anchura de la nave original. Este espacio previo al santuario mantiene su traza medieval, con una bóveda estrellada que lo cubre, cuya complejidad remite al gótico tardío. En ella, los puntos de intersección de los nervios se decoran con cinco claves en las que se inscriben estrellas de seis puntas, excepto en una, ornada con una cruz dentro de un rombo. Los haces de nervios descansan en un muro que emboca la cabecera; sobre dos esbeltas semicolumnas que presentan interesantes capiteles esculpidos con relieves: dos pavos reales y dos grandes hojas en el lado del Evangelio y de la Epístola, respectivamente. 
En la zona opuesta a la cabecera, los nervios de la bóveda descansan en mensulillas que forman un cuerpo único con los capiteles corridos del arco toral, los cuales rematan en tres columnas adosadas, cuyas basas se asemejan a las de la portada norte. El capitel del evangelio se decora con dos leones afrontados con cabeza humana, y el de la epístola representa un león pasante de cuyas fauces sale una parra con hojas y un racimo con uvas. 

#### Capillas
Al crucero se añadieron a finales del siglo XVI dos capillas laterales abiertas mediante sendos arcos de medio punto que arrancan de pilastras con basas prismáticas e impostas escalonadas.
La capilla de la Asunción, al lado del Evangelio, fue fundada por Juan González de Cebos, de dimensiones algo más reducidas que la del lado de la Epístola, se cubre con bóveda de crucería cuatripartita cuyos nervios arrancan de mensulillas molduradas y se rematan con una clave en la que se inscribe una flor de seis pétalos. Se comunica con el pórtico a través de una puerta con dintel y se ilumina mediante un vano moderno, al lado del cual se encuentra el escudo de la familia de Cebos. En esta capilla hay un retablo con fragmentos barrocos, como el relieve central que representa a la Virgen del Carmen socorriendo a las ánimas del Purgatorio. 
La capilla de Nuestra Señora del Rosario  es la que se encuentra en el lado de la Epístola y es de fundación popular, iluminada por un gran óculo, se cubre igualmente con bóveda de crucería de cuatro paños, aunque algo más plana, cuyos nervios arrancan de mensulillas gallonadas y se rematan con una clave en la que se inscribe un águila. Una línea de imposta de piedra recorre los muros de la capilla. Por otra parte, un gran arco triunfal apuntado que descansa sobre pilastras con impostas molduradas, da acceso al santuario, algo elevado respecto a la nave; lo flanquean dos estancias cubiertas con sendas bóvedas de lunetos, una de las cuales funciona actualmente como sacristía.

#### Cabecera
La cabecera del siglo XVI, se ilumina con un vano abierto en el muro sur y se cubre con una bóveda de crucería octopartita, cuyos nervios se remantan con una clave en la que se inscribe una cruz griega. La iglesia se encuentra en buen estado de conservación, gracias a las obras llevadas a cabo en junio de 1990. Sin embargo, a pesar de tratarse uno de los templos medievales más importantes del Principado de Asturias, no ha sido declarada como monumento histórico-artístico, aunque se está trabajando para ello. El templo si está catalogado en el inventario arquitectónico del Principado de Asturias.